# Senado de la Provincia de Buenos Aires
El Senado de la Provincia de Buenos Aires es una de las dos cámaras que forman la Legislatura bonaerense (el Poder Legislativo provincial). Tiene 46 bancas, número que debe ajustarse a los resultados de cada censo efectuado cada 10 años, sin que pueda disminuir el número de bancas por cada distrito.
La mitad de sus miembros se renueva por elección directa y popular cada dos años para un período de cuatro años. Los senadores representan directamente al pueblo de cada una de las secciones electorales en que se divide la provincia de Buenos Aires. Su elección se realiza por un sistema de cociente Hare con variantes particulares. (Ley provincial n.º 5109, art. 109) 
El Senado provincial es presidido por el vicegobernador de la provincia de Buenos Aires, que tiene derecho a voto solo en casos de empate.

## Requisitos
Son requisitos para ser senador la ciudadanía natural en ejercicio, o legal después de 5 años de obtenida y residencia inmediata de un año para los que no sean nacidos en la provincia. Y además, tener treinta años de edad.

## Atribuciones
Es atribución exclusiva del Senado juzgar en juicio público a los acusados por la Cámara de Diputados, constituyéndose al efecto en tribunal y prestando sus miembros juramento o afirmación para estos casos. 
Cuando el acusado fuese el gobernador o el vicegobernador de la provincia, deberá presidir el Senado el presidente de la Suprema Corte de Justicia, pero no tendrá voto. 
Presta su acuerdo a los nombramientos que debe hacer el Poder Ejecutivo con este requisito y le presenta una terna alternativa para el nombramiento de tesorero y subtesorero, contador y subcontador de la provincia.

## Autoridades
| Cargo                        | Titular              | Bloque político  | Bloque político                       |
| ---------------------------- | -------------------- | ---------------- | ------------------------------------- |
| Presidencia                  | Verónica Magario     |                  | Unión por la Patria                   |
| Vicepresidencia 1°           | Luis Omar Vivona     |                  | Unión por la Patria                   |
| Vicepresidencia 2°           | Christian Gribaudo   |                  | Propuesta Republicana                 |
| Vicepresidencia 3°           | Pablo Obeid          |                  | Unión por la Patria                   |
| Vicepresidencia 4º           | Alejandro Cellillo   |                  | Unión Cívica Radical - Cambio Federal |
| Vicepresidencia 5º           | Carlos Kikuchi       |                  | La Libertad Avanza                    |
| Secretario Administrativa    | Roberto José Feletti | No son senadores | No son senadores                      |
| Secretario Legislativa       | Luis Rolando Lata    | No son senadores | No son senadores                      |
| Prosecretario Administrativa | Martín Di Bella      | No son senadores | No son senadores                      |
| Prosecretario Legislativa    | Miguel Ángel Bampini | No son senadores | No son senadores                      |

## Presidentes del Senado desde 1983
| Presidente            | Partido | Partido                      | Período            |
| --------------------- | ------- | ---------------------------- | ------------------ |
| Elva Roulet           |         | Unión Cívica Radical         | 1983 - 1987        |
| Luis María Macaya     |         | Partido Justicialista        | 1987 - 1991        |
| Rafael Romá           |         | Partido Justicialista        | 1991 - 1999        |
| Felipe Solá           |         | Partido Justicialista        | 1999 - 2002        |
| Alejandro Corvatta    |         | Partido Justicialista        | 2002 - 2003        |
| Graciela Giannettasio |         | PJ - Frente para la Victoria | 2003 - 2007        |
| Alberto Balestrini    |         | PJ - Frente para la Victoria | 2007 - 2011        |
| Gabriel Mariotto      |         | PJ - Frente para la Victoria | 2011 - 2015        |
| Daniel Salvador       |         | UCR - Cambiemos              | 2015 - 2019        |
| Verónica Magario      |         | PJ - Unión por la Patria     | 2019 - En el cargo |

## Secciones electorales
| Sección Electoral | Partidos | Senadores | Mapa |
| ----------------- | --- | --------- | ---- |
| 1ª                | Campana, Escobar, General Las Heras, General Rodríguez, General San Martín, Hurlingham, Ituzaingó, José C. Paz, Luján, Malvinas Argentinas, Marcos Paz, Mercedes, Merlo, Moreno, Morón, Navarro, Pilar, San Fernando, San Isidro, San Miguel, Suipacha, Tigre, Tres de Febrero y Vicente López                             | 8         |      |
| 2ª                | Arrecifes, Baradero, Capitán Sarmiento, Carmen de Areco, Colón, Exaltación de la Cruz, Pergamino, Ramallo, Rojas, Salto, San Andrés de Giles, San Antonio de Areco, San Nicolás, San Pedro y Zárate | 5         |      |
| 3ª                | Almirante Brown, Avellaneda, Berazategui, Berisso, Brandsen, Cañuelas, Ensenada, Esteban Echeverría, Ezeiza, Florencio Varela, La Matanza, Lanús, Lobos, Lomas de Zamora, Magdalena, Presidente Perón, Punta Indio, Quilmes y San Vicente                                                                                  | 9         |      |
| 4ª                | Alberti, Bragado, Carlos Casares, Carlos Tejedor, Chacabuco, Chivilcoy, Florentino Ameghino, General Arenales, General Pinto, General Viamonte, General Villegas, Hipólito Yrigoyen, Junín, Leandro N. Alem, Lincoln, Nueve de Julio, Pehuajó, Rivadavia y Trenque Lauquen                                                 | 7         |      |
| 5ª                | Ayacucho, Balcarce, Castelli, Chascomús, Dolores, General Alvarado, General Belgrano, General Guido, General Lavalle, General Madariaga, General Paz, General Pueyrredón, La Costa, Las Flores, Lezama, Lobería, Maipú, Mar Chiquita, Monte, Necochea, Pila, Pinamar, Rauch, San Cayetano, Tandil, Tordillo y Villa Gesell | 5         |      |
| 6ª                | Adolfo Alsina, Adolfo Gonzales Chaves, Bahía Blanca, Benito Juárez, Coronel Dorrego, Coronel Pringles, Coronel Rosales, Coronel Suárez, Daireaux, Guaminí, General Lamadrid, Laprida, Monte Hermoso, Patagones, Pellegrini, Puan, Saavedra, Salliqueló, Tres Arroyos, Tres Lomas, Tornquist y Villarino                    | 6         |      |
| 7ª                | Azul, Bolívar, General Alvear, Olavarría, Roque Pérez, Saladillo, Tapalqué y Veinticinco de Mayo | 3         |      |
| 8ª - Capital      | La Plata | 3         |      |
| Total             | Total | 46        |      |

## Composición actual (2023-2025)
| Sección Electoral | Senador                         | Bloque | Bloque                | Inicio del Mandato | Fin del Mandato |
| ----------------- | ------------------------------- | ------ | --------------------- | ------------------ | --------------- |
| 1                 | Aldana Julieta Ahumada          |        | PRO                   | 2021               | 2025            |
| 1                 | Joaquín de la Torre             |        | Derecha Popular       | 2021               | 2025            |
| 1                 | María Teresa García             |        | Unión por la Patria   | 2021               | 2025            |
| 1                 | Christian Gribaudo              |        | PRO                   | 2021               | 2025            |
| 1                 | Daniela Elizabeth Reich         |        | La Libertad Avanza 1  | 2021               | 2025            |
| 1                 | Gustavo Soos                    |        | Unión por la Patria   | 2021               | 2025            |
| 1                 | Sofía Vannelli                  |        | Unión por la Patria   | 2021               | 2025            |
| 1                 | Luis Omar Vivona                |        | Unión por la Patria   | 2021               | 2025            |
| 2                 | Sergio Berni                    |        | Unión por la Patria   | 2023               | 2027            |
| 2                 | Laura Magdalena Clark           |        | Unión por la Patria   | 2023               | 2027            |
| 2                 | Carlos Francisco Kikuchi        |        | Libertad Avanza       | 2023               | 2027            |
| 2                 | Juan Manuel Jesús Rico Zini     |        | PRO                   | 2023               | 2027            |
| 2                 | María Emilia Subiza             |        | PRO                   | 2023               | 2027            |
| 3                 | María Florencia Arietto         |        | La Libertad Avanza 1  | 2023               | 2027            |
| 3                 | Amara Curi                      |        | Unión por la Patria   | 2023               | 2027            |
| 3                 | Federico Fagioli                |        | Unión por la Patria   | 2023               | 2027            |
| 3                 | Emmanuel González Santalla      |        | Unión por la Patria   | 2023               | 2027            |
| 3                 | María Rosa Martínez             |        | Unión por la Patria   | 2023               | 2027            |
| 3                 | Carlos Curestis                 |        | La Libertad Avanza 1  | 2023               | 2027            |
| 3                 | Betina Clara Riva               |        | La Libertad Avanza 1  | 2023               | 2027            |
| 3                 | Adrián Carlos Santarelli        |        | Unión por la Patria   | 2023               | 2027            |
| 3                 | Jorge Schiavone                 |        | PRO                   | 2023               | 2027            |
| 4                 | Yamila Araceli Alonso           |        | PRO                   | 2021               | 2025            |
| 4                 | Marcelo Daletto                 |        | UCR - Cambio Federal  | 2021               | 2025            |
| 4                 | María Elena Defunchio           |        | Unión por la Patria   | 2021               | 2025            |
| 4                 | Eugenia Gil                     |        | UCR - Cambio Federal  | 2023               | 2025            |
| 4                 | Agustín Maspoli                 |        | UCR - Cambio Federal  | 2021               | 2025            |
| 4                 | Walter Sergio Torchio           |        | Unión por la Patria   | 2021               | 2025            |
| 4                 | Daniela Viera                   |        | Unión por la Patria   | 2023               | 2025            |
| 5                 | Flavia Delmonte                 |        | UCR - Cambio Federal  | 2021               | 2025            |
| 5                 | Gabriela Demaría                |        | Unión por la Patria   | 2021               | 2025            |
| 5                 | Ariel Martínez Bordaisco        |        | UCR - Cambio Federal  | 2021               | 2025            |
| 5                 | Pablo David Obeid               |        | Unión por la Patria   | 2021               | 2025            |
| 5                 | Alejandro Daniel Rabinovich     |        | PRO                   | 2021               | 2025            |
| 6                 | Alex Campbell                   |        | PRO                   | 2023               | 2027            |
| 6                 | Ayelén Durán                    |        | Unión por la Patria   | 2023               | 2027            |
| 6                 | Marcelo Enrique Feliú           |        | Unión por la Patria   | 2023               | 2027            |
| 6                 | Nerina Daniela Neumann          |        | UCR - Cambio Federal  | 2023               | 2027            |
| 6                 | Sergio Raúl Vargas              |        | Libertad Avanza       | 2023               | 2027            |
| 6                 | Silvana Paola Ventura           |        | Unión Renovación y Fe | 2023               | 2027            |
| 7                 | Luis Alejandro Cellillo         |        | UCR - Cambio Federal  | 2021               | 2025            |
| 7                 | María Lorena Mandagarán         |        | UCR - Cambio Federal  | 2021               | 2025            |
| 7                 | Liliana Schwindt                |        | Unión por la Patria   | 2023               | 2025            |
| 8 - Capital       | Sabrina Bastida                 |        | Unión por la Patria   | 2023               | 2027            |
| 8 - Capital       | Pedro Francisco Borgini         |        | Unión por la Patria   | 2023               | 2027            |
| 8 - Capital       | Marcelo Leonel Leguizamón Brown |        | PRO                   | 2023               | 2027            |

## Composición histórica
| 2021-2023         | 2021-2023                                   | 2021-2023 | 2021-2023       | 2021-2023          | 2021-2023       |
| Sección Electoral | Senador                                     | Bloque    | Bloque          | Inicio del Mandato | Fin del Mandato |
| ----------------- | ------------------------------------------- | --------- | --------------- | ------------------ | --------------- |
| 1                 | Aldana Julieta Ahumada                      |           | Juntos          | 2021               | 2025            |
| 1                 | Joaquín de la Torre                         |           | Juntos          | 2021               | 2025            |
| 1                 | María Teresa García                         |           | Frente de Todos | 2021               | 2025            |
| 1                 | Christian Gribaudo                          |           | Juntos          | 2021               | 2025            |
| 1                 | Daniela Elizabeth Reich                     |           | Juntos          | 2021               | 2025            |
| 1                 | Gustavo Soos                                |           | Frente de Todos | 2021               | 2025            |
| 1                 | Sofía Vannelli                              |           | Frente de Todos | 2021               | 2025            |
| 1                 | Luis Omar Vivona                            |           | Frente de Todos | 2021               | 2025            |
| 2                 | Facundo Ballesteros Maggi                   |           | Frente de Todos | 2019               | 2023            |
| 2                 | Elisa Beatriz Carca                         |           | Juntos          | 2019               | 2023            |
| 2                 | Francisco Manuel Felipe de Durañona y Vedia |           | Frente de Todos | 2019               | 2023            |
| 2                 | Owen Mariano Fernández Farquharson          |           | Juntos          | 2019               | 2023            |
| 2                 | María Vanesa Spadone                        |           | Frente de Todos | 2021               | 2023            |
| 3                 | Ana Gladis Devalle                          |           | Frente de Todos | 2019               | 2023            |
| 3                 | Emmanuel Severo González Santalla           |           | Frente de Todos | 2019               | 2023            |
| 3                 | Magdalena María Goris                       |           | Frente de Todos | 2019               | 2023            |
| 3                 | Walter Daniel Lanaro                        |           | Juntos          | 2019               | 2023            |
| 3                 | José Luis Pallares                          |           | Frente de Todos | 2019               | 2023            |
| 3                 | María Lorena Petrovich                      |           | Juntos          | 2019               | 2023            |
| 3                 | María Reigada                               |           | Frente de Todos | 2019               | 2023            |
| 3                 | Claudia Rucci                               |           | Juntos          | 2019               | 2023            |
| 3                 | Adrián Carlos Santarelli                    |           | Frente de Todos | 2019               | 2023            |
| 4                 | Yamila Araceli Alonso                       |           | Juntos          | 2021               | 2025            |
| 4                 | Marcelo Daletto                             |           | Juntos          | 2021               | 2025            |
| 4                 | María Elena Defunchio                       |           | Frente de Todos | 2021               | 2025            |
| 4                 | Juan Alberto Martínez                       |           | Frente de Todos | 2021               | 2025            |
| 4                 | Agustín Maspoli                             |           | Juntos          | 2021               | 2025            |
| 4                 | Érica Revilla                               |           | Juntos          | 2021               | 2025            |
| 4                 | Walter Sergio Torchio                       |           | Frente de Todos | 2021               | 2025            |
| 5                 | Flavia Delmonte                             |           | Juntos          | 2021               | 2025            |
| 5                 | Gabriela Demaría                            |           | Frente de Todos | 2021               | 2025            |
| 5                 | Ariel Martínez Bordaisco                    |           | Juntos          | 2021               | 2025            |
| 5                 | Pablo David Obeid                           |           | Frente de Todos | 2021               | 2025            |
| 5                 | Alejandro Daniel Rabinovich                 |           | Juntos          | 2021               | 2025            |
| 6                 | Andrés De Leo                               |           | Juntos          | 2019               | 2023            |
| 6                 | Ayelén Durán                                |           | Frente de Todos | 2019               | 2023            |
| 6                 | Marcelo Enrique Feliú                       |           | Frente de Todos | 2019               | 2023            |
| 6                 | Alfredo Rubén Fisher                        |           | Frente de Todos | 2019               | 2023            |
| 6                 | David Abel Hirtz                            |           | Juntos          | 2019               | 2023            |
| 6                 | Nidia Moirano                               |           | Juntos          | 2019               | 2023            |
| 7                 | Eduardo Bucca                               |           | Frente de Todos | 2021               | 2025            |
| 7                 | Luis Alejandro Cellillo                     |           | Juntos          | 2021               | 2025            |
| 7                 | María Lorena Mandagarán                     |           | Juntos          | 2021               | 2025            |
| 8 - Capital       | Juan Pablo Allan                            |           | Juntos          | 2019               | 2023            |
| 8 - Capital       | María Florencia Barcia                      |           | Juntos          | 2019               | 2023            |
| 8 - Capital       | Francisco Omar Plaini                       |           | Frente de Todos | 2019               | 2023            |

| 2019-2021         | 2019-2021                                   | 2019-2021 | 2019-2021            | 2019-2021          | 2019-2021       |
| Sección Electoral | Senador                                     | Bloque    | Bloque               | Inicio del Mandato | Fin del Mandato |
| ----------------- | ------------------------------------------- | --------- | -------------------- | ------------------ | --------------- |
| 1                 | Aldana Julieta Ahumada                      |           | Juntos por el Cambio | 2017               | 2021            |
| 1                 | Roberto Raúl Costa                          |           | Juntos por el Cambio | 2017               | 2021            |
| 1                 | Emiliano Lasala Reparaz                     |           | Juntos por el Cambio | 2017               | 2021            |
| 1                 | Marta Alicia Pérez                          |           | Frente de Todos      | 2019               | 2021            |
| 1                 | Daniela Elizabeth Reich                     |           | Juntos por el Cambio | 2017               | 2021            |
| 1                 | Gustavo Soos                                |           | Frente de Todos      | 2017               | 2021            |
| 1                 | Gabino Mario Tapia                          |           | Juntos por el Cambio | 2017               | 2021            |
| 1                 | Luis Omar Vivona                            |           | Frente de Todos      | 2017               | 2021            |
| 2                 | Facundo Ballesteros Maggi                   |           | Frente de Todos      | 2019               | 2023            |
| 2                 | Elisa Beatriz Carca                         |           | Juntos por el Cambio | 2019               | 2023            |
| 2                 | Francisco Manuel Felipe de Durañona y Vedia |           | Frente de Todos      | 2019               | 2023            |
| 2                 | Owen Mariano Fernández Farquharson          |           | Juntos por el Cambio | 2019               | 2023            |
| 2                 | Agustina Lucrecia Propato                   |           | Frente de Todos      | 2019               | 2021            |
| 3                 | Ana Gladis Devalle                          |           | Frente de Todos      | 2019               | 2023            |
| 3                 | Emmanuel Severo González Santalla           |           | Frente de Todos      | 2019               | 2023            |
| 3                 | Magdalena María Goris                       |           | Frente de Todos      | 2019               | 2023            |
| 3                 | Walter Daniel Lanaro                        |           | Juntos por el Cambio | 2019               | 2023            |
| 3                 | José Luis Pallares                          |           | Frente de Todos      | 2019               | 2023            |
| 3                 | María Lorena Petrovich                      |           | Juntos por el Cambio | 2019               | 2023            |
| 3                 | María Reigada                               |           | Frente de Todos      | 2019               | 2023            |
| 3                 | Claudia Rucci                               |           | Juntos por el Cambio | 2019               | 2023            |
| 3                 | Adrián Carlos Santarelli                    |           | Frente de Todos      | 2019               | 2023            |
| 4                 | Felicitas Beccar Varela                     |           | Juntos por el Cambio | 2017               | 2021            |
| 4                 | Leandro Eduardo Blanco                      |           | Juntos por el Cambio | 2017               | 2021            |
| 4                 | María Elena Defunchio                       |           | Frente de Todos      | 2017               | 2021            |
| 4                 | Juan Carlos Fiorini                         |           | Juntos por el Cambio | 2017               | 2021            |
| 4                 | Ana Laura Geloso                            |           | Juntos por el Cambio | 2017               | 2021            |
| 4                 | Agustín Maspoli                             |           | Juntos por el Cambio | 2017               | 2021            |
| 4                 | Gustavo Tomás Traverso                      |           | Frente de Todos      | 2017               | 2021            |
| 5                 | Francisco Jorge Bagnato                     |           | Juntos por el Cambio | 2017               | 2021            |
| 5                 | Gervasio Bozzano                            |           | Frente de Todos      | 2017               | 2021            |
| 5                 | Flavia Delmonte                             |           | Juntos por el Cambio | 2017               | 2021            |
| 5                 | Gabriela Demaría                            |           | Frente de Todos      | 2017               | 2021            |
| 5                 | Lucas Fiorini                               |           | Juntos por el Cambio | 2017               | 2021            |
| 6                 | Andrés De Leo                               |           | Juntos por el Cambio | 2019               | 2023            |
| 6                 | Ayelén Durán                                |           | Frente de Todos      | 2019               | 2023            |
| 6                 | Marcelo Enrique Feliú                       |           | Frente de Todos      | 2019               | 2023            |
| 6                 | Alfredo Rubén Fisher                        |           | Frente de Todos      | 2019               | 2023            |
| 6                 | David Abel Hirtz                            |           | Juntos por el Cambio | 2019               | 2023            |
| 6                 | Nidia Alicia Moirano                        |           | Juntos por el Cambio | 2019               | 2023            |
| 7                 | Alejandro Celillo                           |           | Juntos por el Cambio | 2017               | 2021            |
| 7                 | Lucrecia Elisa Egger                        |           | Juntos por el Cambio | 2019               | 2021            |
| 7                 | Carolina Isabel Tironi                      |           | Juntos por el Cambio | 2017               | 2021            |
| 8 - Capital       | Juan Pablo Allan                            |           | Juntos por el Cambio | 2019               | 2023            |
| 8 - Capital       | María Florencia Barcia                      |           | Juntos por el Cambio | 2019               | 2023            |
| 8 - Capital       | Francisco Omar Plaini                       |           | Frente de Todos      | 2019               | 2023            |

| 2017-2019         | 2017-2019                     | 2017-2019 | 2017-2019                | 2017-2019          | 2017-2019       |
| Sección Electoral | Senador                       | Bloque    | Bloque                   | Inicio del Mandato | Fin del Mandato |
| ----------------- | ----------------------------- | --------- | ------------------------ | ------------------ | --------------- |
| 1                 | Aldana Ahumada                |           | Cambiemos                | 2017               | 2021            |
| 1                 | Roberto Raúl Costa            |           | Cambiemos                | 2017               | 2021            |
| 1                 | María Teresa García           |           | Unidad Ciudadana - FPV   | 2017               | 2019            |
| 1                 | Emiliano Lasala Reparaz       |           | Cambiemos                | 2017               | 2021            |
| 1                 | Daniela Reich                 |           | Cambiemos                | 2017               | 2021            |
| 1                 | Gustavo Soos                  |           | PJ - Unidad y Renovación | 2017               | 2021            |
| 1                 | Gabino Mario Tapia            |           | Cambiemos                | 2017               | 2021            |
| 1                 | Luis Vivona                   |           | PJ - Unidad y Renovación | 2017               | 2021            |
| 2                 | Elisa Beatriz Carca           |           | Cambiemos                | 2015               | 2019            |
| 2                 | Julio Marcelo Dileo           |           | Cambiemos                | 2015               | 2019            |
| 2                 | Marcelo Antonio Pacífico      |           | Cambiemos                | 2015               | 2019            |
| 2                 | Sergio Alejandro Berni        |           | Unidad Ciudadana - FPV   | 2015               | 2019            |
| 2                 | Cecilia Comerio               |           | Unidad Ciudadana - FPV   | 2015               | 2019            |
| 3                 | Walter Daniel Lanaro          |           | Cambiemos                | 2015               | 2019            |
| 3                 | María Lorena Petrovich        |           | Cambiemos                | 2015               | 2019            |
| 3                 | Eduardo Orlando Schiavo       |           | Cambiemos                | 2015               | 2019            |
| 3                 | Daniel Horacio Barrera        |           | Unidad Ciudadana - FPV   | 2015               | 2019            |
| 3                 | Santiago Carreras             |           | Unidad Ciudadana - FPV   | 2015               | 2019            |
| 3                 | Jorge Romero                  |           | Unidad Ciudadana - FPV   | 2015               | 2019            |
| 3                 | Fernando Gabriel Carballo     |           | Frente Renovador         | 2015               | 2019            |
| 3                 | José Luis Pallares            |           | Frente Renovador         | 2015               | 2019            |
| 3                 | Darío Hugo Díaz Pérez         |           | PJ - Unidad y Renovación | 2015               | 2019            |
| 4                 | Felicitas Beccar Varela       |           | Cambiemos                | 2017               | 2021            |
| 4                 | Leandro Eduardo Blanco        |           | Cambiemos                | 2017               | 2021            |
| 4                 | María Elena Defunchio         |           | Unidad Ciudadana - FPV   | 2017               | 2021            |
| 4                 | Juan Carlos Fiorini           |           | Cambiemos                | 2017               | 2021            |
| 4                 | Ana Laura Geloso              |           | Cambiemos                | 2017               | 2021            |
| 4                 | Agustín Maspoli               |           | Cambiemos                | 2017               | 2021            |
| 4                 | Gustavo Traverso              |           | Unidad Ciudadana - FPV   | 2017               | 2021            |
| 5                 | Francisco Jorge Bagnato       |           | Cambiemos                | 2017               | 2021            |
| 5                 | Gervasio Bozzano              |           | Unidad Ciudadana - FPV   | 2017               | 2021            |
| 5                 | Flavia Delmonte               |           | Cambiemos                | 2017               | 2021            |
| 5                 | Gabriela Demaría              |           | PJ - Unidad y Renovación | 2017               | 2021            |
| 5                 | Lucas Fiorini                 |           | Cambiemos                | 2017               | 2021            |
| 6                 | Julieta María Centeno Lascano |           | Cambiemos                | 2015               | 2019            |
| 6                 | José Andrés de Leo            |           | Cambiemos                | 2015               | 2019            |
| 6                 | Horacio Luis López            |           | Cambiemos                | 2015               | 2019            |
| 6                 | Nidia Moirano                 |           | Cambiemos                | 2015               | 2019            |
| 6                 | Juan Manuel Pignocco          |           | Unidad Ciudadana - FPV   | 2015               | 2019            |
| 6                 | Federico Esteban Susbielles   |           | Unidad Ciudadana - FPV   | 2015               | 2019            |
| 7                 | Luis Alejandro Cellillo       |           | Cambiemos                | 2017               | 2021            |
| 7                 | Dalton Jáuregui               |           | Cambiemos                | 2017               | 2019            |
| 7                 | Carolina Isabel Tironi        |           | Cambiemos                | 2017               | 2021            |
| 8 - Capital       | Juan Pablo Allan              |           | Cambiemos                | 2015               | 2019            |
| 8 - Capital       | Elena Pilar Ayllón            |           | Cambiemos                | 2015               | 2019            |
| 8 - Capital       | Gabriel Bernardo Monzó        |           | Cambiemos                | 2015               | 2019            |

| 2015-2017         | 2015-2017                            | 2015-2017 | 2015-2017                | 2015-2017          | 2015-2017       |
| Sección Electoral | Senador                              | Bloque    | Bloque                   | Inicio del Mandato | Fin del Mandato |
| ----------------- | ------------------------------------ | --------- | ------------------------ | ------------------ | --------------- |
| 1                 | María Fernanda Campo                 |           | PJ-Néstor Kirchner       | 2015               | 2017            |
| 1                 | Roque Antonio Cariglino              |           | Justicialismo Bonaerense | 2013               | 2017            |
| 1                 | Jorge Alberto D'Onofrio              |           | 1Pais                    | 2013               | 2017            |
| 1                 | Lorena Felisa Micaela Ferraro Medina |           | 1Pais                    | 2013               | 2017            |
| 1                 | Sebastián Galmarini                  |           | 1Pais                    | 2013               | 2017            |
| 1                 | Mónica Fernanda Macha                |           | Frente para la Victoria  | 2013               | 2017            |
| 1                 | Fernando Adrián Moreira              |           | Bloque Peronista         | 2013               | 2017            |
| 1                 | Alejandro Urdampilleta               |           | Bloque Peronista         | 2013               | 2017            |
| 2                 | Sergio Alejandro Berni               |           | Frente para la Victoria  | 2015               | 2019            |
| 2                 | Elisa Beatriz Carca                  |           | Cambiemos                | 2015               | 2019            |
| 2                 | Cecilia Comerio                      |           | Frente para la Victoria  | 2015               | 2019            |
| 2                 | Julio Marcelo Dileo                  |           | Cambiemos                | 2015               | 2019            |
| 2                 | Marcelo Antonio Pacífico             |           | Cambiemos                | 2015               | 2019            |
| 3                 | Daniel Horacio Barrera               |           | Partido Justicialista    | 2015               | 2019            |
| 3                 | Fernando Gabriel Carballo            |           | 1Pais                    | 2015               | 2019            |
| 3                 | Santiago Carreras                    |           | Frente para la Victoria  | 2015               | 2019            |
| 3                 | Darío Hugo Díaz Pérez                |           | Partido Justicialista    | 2015               | 2019            |
| 3                 | Walter Daniel Lanaro                 |           | Cambiemos                | 2015               | 2019            |
| 3                 | José Luis Pallares                   |           | Frente Renovador         | 2015               | 2019            |
| 3                 | María Lorena Petrovich               |           | Cambiemos                | 2015               | 2019            |
| 3                 | Eduardo Orlando Schiavo              |           | Cambiemos                | 2015               | 2019            |
| 3                 | Ada María Magdalena Sierra           |           | Frente para la Victoria  | 2015               | 2019            |
| 4                 | Hernán Ignacio Albisu                |           | 1Pais                    | 2013               | 2017            |
| 4                 | Malena Baro                          |           | 1Pais                    | 2013               | 2017            |
| 4                 | Roberto Raúl Costa                   |           | Cambiemos                | 2013               | 2017            |
| 4                 | Gustavo Gabriel de Pietro            |           | Cambiemos                | 2013               | 2017            |
| 4                 | Omar Foglia                          |           | 8 de Enero               | 2013               | 2017            |
| 4                 | Norberto Amilcar García              |           | Bloque Peronista         | 2015               | 2017            |
| 4                 | Patricio Antonio García              |           | Bloque Peronista         | 2013               | 2017            |
| 5                 | Gervasio Bozzano                     |           | Frente para la Victoria  | 2013               | 2017            |
| 5                 | Juan Esteban Curuchet                |           | Partido Justicialista    | 2013               | 2017            |
| 5                 | Carlos Alberto Fernández             |           | Cambiemos                | 2013               | 2017            |
| 5                 | Patricio Hogan                       |           | 1Pais                    | 2013               | 2017            |
| 5                 | Gabriel Leandro Pampin               |           | 1Pais                    | 2013               | 2017            |
| 6                 | Julieta María Centeno Lascano        |           | Cambiemos                | 2015               | 2019            |
| 6                 | José Andrés de Leo                   |           | Cambiemos                | 2015               | 2019            |
| 6                 | Horacio Luis López                   |           | Cambiemos                | 2015               | 2019            |
| 6                 | Nidia Moirano                        |           | Cambiemos                | 2015               | 2019            |
| 6                 | Juan Manuel Pignocco                 |           | Frente para la Victoria  | 2015               | 2019            |
| 6                 | Federico Esteban Susbielles          |           | Frente para la Victoria  | 2015               | 2019            |
| 7                 | Carlos Alfonso Coll Areco            |           | Justicialismo Bonaerense | 2016               | 2017            |
| 7                 | Carolina Szelagowski                 |           | Bloque Peronista         | 2013               | 2017            |
| 7                 | Héctor Luis Vitale                   |           | Bloque Peronista         | 2013               | 2017            |
| 8 - Capital       | Juan Pablo Allan                     |           | Cambiemos                | 2015               | 2019            |
| 8 - Capital       | Elena Pilar Ayllón                   |           | Cambiemos                | 2015               | 2019            |
| 8 - Capital       | Gabriel Bernardo Monzó               |           | Cambiemos                | 2015               | 2019            |